# Shilpa Shetty
Shilpa Shetty (ur. 8 czerwca 1975 w Tamilnadu) – indyjska aktorka występująca w Bollywood i modelka.
Jest córką Surendry Shetty i Sunandy Shetty, ma młodszą siostrę Shamitę. Ukończyła szkołę średnią St. Anthony's Girl's w Chembur, przedmieściach Bombaju i Podar College. Pracowała jako modelka, znalazła się na okładce brytyjskiego magazynu OK!. Swoją karierę filmową rozpoczęła od udziału razem z Shah Rukhn Khanem w dramacie kryminalnym Ryzykant (1993). Wystąpiła w roli Seemy Chopry, dziewczyny – ofiary morderstwa, zepchniętej przez jej chłopaka z dachu. Za tę rolę zdobyła nominację do nagrody Filmfare. W styczniu 2007 roku wygrała reality show Celebrity Big Brother, w którym pojawiły się m.in. takie znane osobowości jak Brigitte Nielsen, Jermaine Jackson czy Dennis Rodman. Zarzucono rasizm jej konkurentkom Jade Goody, Jo O’Meara i Danielle Lloyd.
22 listopada 2009 roku wyszła za mąż za brytyjskiego milionera hinduskiego pochodzenia Raja Kundrę. Mają dwoje dzieci.

## Filmografia
| Rok  | Film                            | Rola                  | Język    | uwagi                                                              |
| ---- | ------------------------------- | --------------------- | -------- | ------------------------------------------------------------------ |
| 1993 | Ryzykant                        | Seema Chopra          | hindi    | nominacja do Nagrody Filmfare za Najlepszy Debiut                  |
| 1994 | Aao Pyaar Karen                 | Chhaya                | Hindi    |                                                                    |
| 1994 | Main Khiladi Tu Anari           | Mona/Basanti          | Hindi    |                                                                    |
| 1994 | Aag                             | Bijli                 | Hindi    |                                                                    |
| 1995 | Hathkadi                        | Neha                  | Hindi    |                                                                    |
| 1996 | Mr. Romeo                       | Shilpa                | tamilski | dubbing w Hindi i telugu pt. Mr. Romeo                             |
| 1996 | Chhote Sarkar                   | Seema                 | Hindi    |                                                                    |
| 1996 | Himmat                          | Nisha                 | Hindi    |                                                                    |
| 1996 | Sahasa Veerudu Sagara Kanya     | Sona                  | telugu   | Dubbing w Hindi pt. Saagar Kanya                                   |
| 1997 | Dus                             | dziennikarka          | Hindi    | Incomplete role                                                    |
| 1997 | Gambler                         | Ritu                  | Hindi    |                                                                    |
| 1997 | Prithvi                         | Neha                  | Hindi    |                                                                    |
| 1997 | Insaaf                          | Divya                 | Hindi    |                                                                    |
| 1997 | Zameer: The Awakening of a Soul | Roma Khurana          | Hindi    |                                                                    |
| 1997 | Auzaar                          | Prathna Thakur        | Hindi    |                                                                    |
| 1997 | Veedeva Dani Babu               | Nandhana              | Telugu   |                                                                    |
| 1998 | Pardesi Babu                    | Chinni Malhotra       | Hindi    |                                                                    |
| 1998 | Aakrosh                         | Komal                 | Hindi    |                                                                    |
| 1999 | Bestia                          | Mamta                 | Hindi    |                                                                    |
| 1999 | Shool                           | gościnnie             | Hindi    | w piosence                                                         |
| 1999 | Lal Baadshah                    | Lawyer's daughter     | Hindi    |                                                                    |
| 2000 | Azad                            | Kanaka Mahalakshmi    | Telugu   |                                                                    |
| 2000 | Dhadkan                         | Anjali                | Hindi    |                                                                    |
| 2000 | Tarkieb                         | Preeti Sharma         | Hindi    |                                                                    |
| 2000 | Khushi                          | Macarena              | Tamil    | Item number                                                        |
| 2000 | Jung                            | Tara                  | Hindi    |                                                                    |
| 2001 | Indian                          | Anjali Rajshekar Azad | Hindi    |                                                                    |
| 2001 | Bhalevadivi Basu                | Shilpa                | Telugu   | dubbing w Hindi pt. Sherni Ka Shikaar                              |
| 2001 | Maduve Agona Baa                | Preeti                | Kannada  |                                                                    |
| 2001 | Preethsod Thappa                | Preethi               | Kannada  |                                                                    |
| 2002 | Karz                            | Sapna                 | Hindi    |                                                                    |
| 2002 | Rishtey                         | Vaijanti              | Hindi    | nominacja do Nagrody Filmfare dla Najlepszej Aktorki Drugoplanowej |
| 2002 | Hathyar                         | Gauri Shivalkar       | Hindi    |                                                                    |
| 2002 | Chor Machaaye Shor              | Kaajal                | Hindi    |                                                                    |
| 2002 | Badhaai Ho Badhaai              | Radha/Banto Betty     | Hindi    |                                                                    |
| 2002 | Junoon                          |                       | Hindi    |                                                                    |
| 2003 | Ondagona Baa                    | Belli                 | Kannada  |                                                                    |
| 2003 | Darna Mana Hai                  | Gayathri              | Hindi    |                                                                    |
| 2004 | Do zobaczenia                   | Tamanna Sahani        | Hindi    | nominacja do Nagrody Filmfare dla Najlepszej Aktorki               |
| 2004 | Garv: Pride and Honour          | Jannat                | Hindi    |                                                                    |
| 2005 | Sekcja dziesiąta                | Aditi                 | Hindi    |                                                                    |
| 2005 | Fareb                           | Neha                  | Hindi    |                                                                    |
| 2005 | Khamosh: Khauff Ki Raat         | Sonia                 | Hindi    |                                                                    |
| 2005 | Auto Shankar                    | Money Lender          | kannada  |                                                                    |
| 2006 | Shaadi Karke Phas Gaya Yaar     | Ahana                 | Hindi    |                                                                    |
| 2007 | Życie w... metropolii           | Shikha                | Hindi    |                                                                    |
| 2007 | Apne                            | Simran                | Hindi    |                                                                    |
| 2007 | Om Shanti Om                    | gościnnie             | Hindi    |                                                                    |
| 2008 | The Man                         |                       | Hindi    | zapowiedziany                                                      |
| 2008 | To właśnie przyjaźń             |                       | Hindi    | Item number                                                        |